# ぶっかけうどん

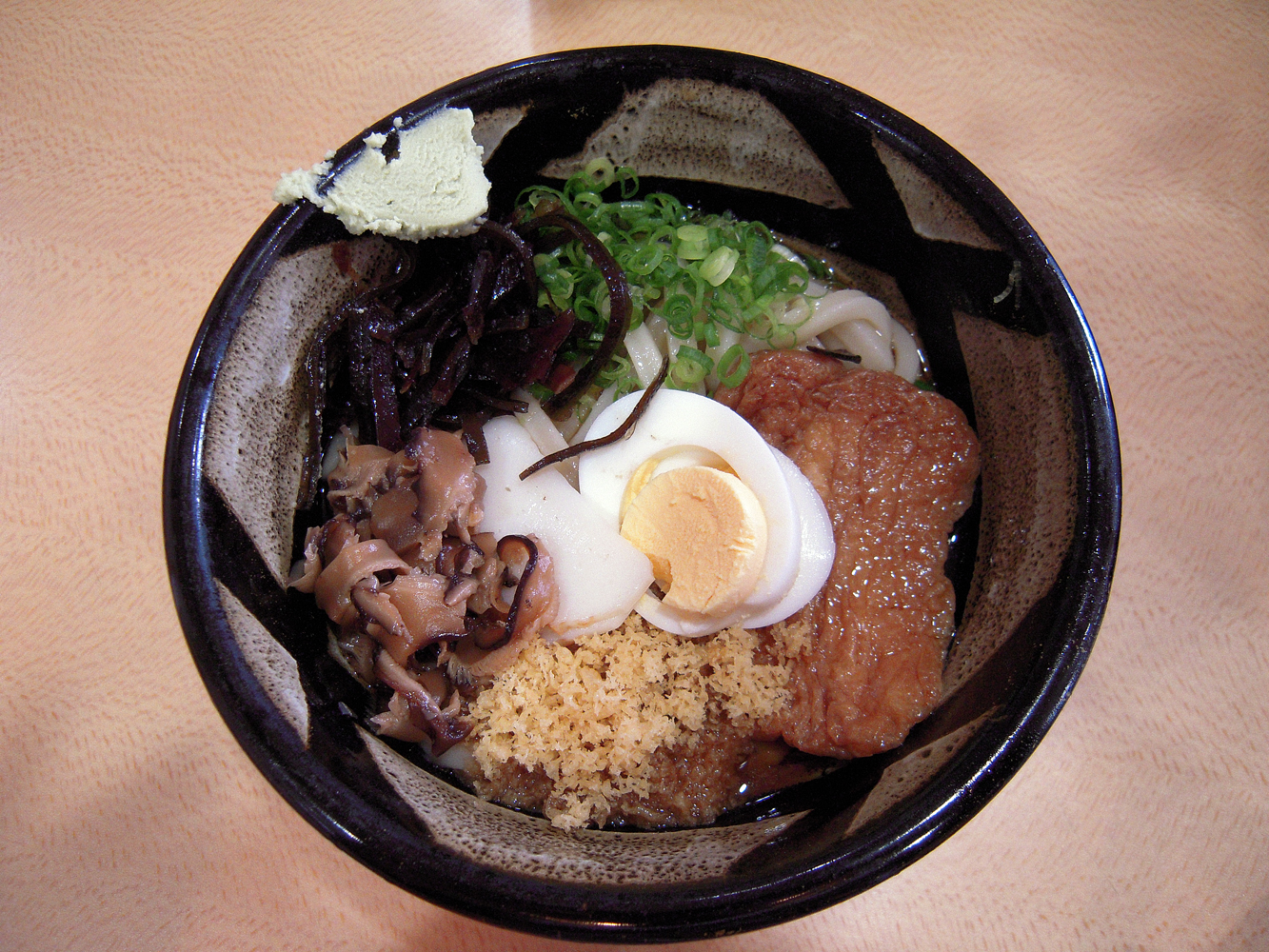
倉敷のぶっかけうどん（ふるいち）

ぶっかけうどんとは、うどんを使った料理の一種。岡山県・香川県の名物料理の一つ。麺に直接、濃い目のつゆを「ぶっかけ」て供されるメニュー。

## 概要
岡山県倉敷市・香川県の両地域のぶっかけうどんは異なる。一方で、"冷たいうどん"と"温かいうどん"があり、上から濃い目のつゆをかける点は共通である。
他地域にも「ぶっかけうどん」を名乗ってはいないが、類似した形式のうどんがある。シンプル且つ古い料理のため、どこにルーツがあるのか求めるのは不可能である。
欧米圏では「Bukkake」がぶっかけ作品に由来するポルノ用語という認識されているため、丸亀製麺では英訳商品名として「B.K. Udon」を使用している。

## 倉敷

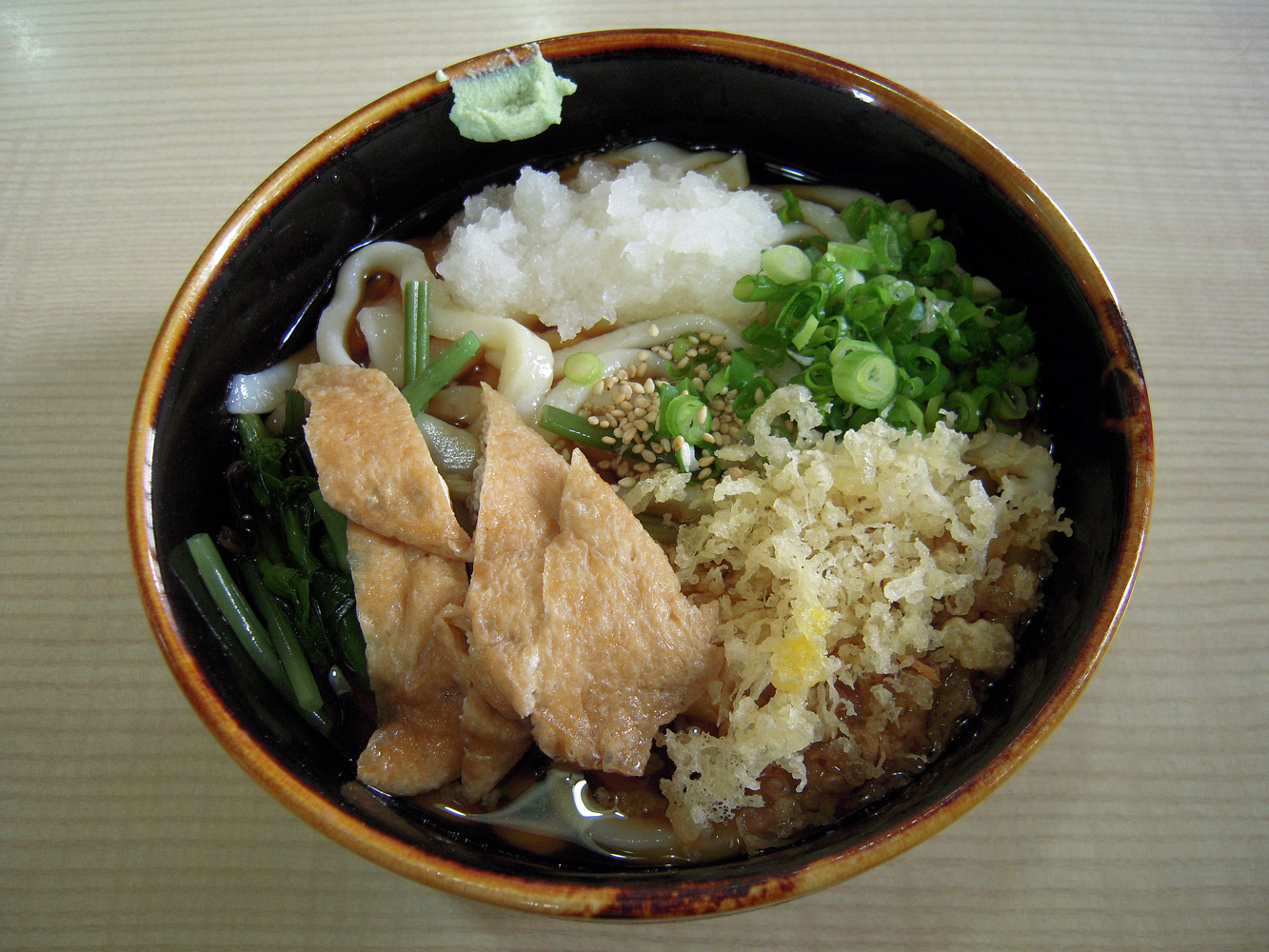
倉敷のぶっかけうどん（冷）

### 特徴
汁は、他地域のものより味が濃いのが特徴。特に甘味が強く、蕎麦つゆの影響が強くうかがえる。家庭においても、市販の麺つゆに甘味等を加えて使用する場合がある。また他地域ではおろし生姜が薬味として使用されるが、倉敷では冷たいものにはおろし山葵が基本的に使用される（温かいものは生姜を使用）。
かつては近隣の鴨方町などで生産される手延べ麺である備中うどんがよく使用されていたが、茹で時間の関係で現在は多くの店が手打ち麺を使用している。家庭で食べる場合は、保管性の観点から鴨方の手延べうどんが現在でも使われている場合が多い。

### 歴史
倉敷名物として知られるぶっかけうどんは株式会社ふるいちがその発祥であり、昭和40年代に初代社長と2代目社長の発案により誕生している。
- 1993年（平成5年）：株式会社ふるいちによって「ぶ（マル）∞ぶっかけうどん」が商標登録[3]。
- 2006年（平成18年）：株式会社ふるいちのぶっかけうどんが「倉敷ブランド（2011年（平成23年）12月末に廃止）」として認定[4]。

## 香川

### 特徴
うどんの出来が何よりも優先される香川県において、麺を直接味わえるぶっかけうどんは非常に人気が高く、専門店やメインメニューにぶっかけうどんを据えた店も数多く存在している。
薬味として大根おろしや生姜、ネギ、レモンが使われることが多い。一部の店では山葵も使われている。具はあまり乗っていないシンプルなものから豪華なものまで店によって様々であり、共通点は「濃い目のだしが少なめにかけられている」という点である。大根おろしが乗ったものは「おろしうどん」とも呼ばれる。
高松市牟礼町のうどん店「山田家」では、ぶっかけうどんという名称で、いわゆる「かけうどん」を提供している。

### 歴史
一般的に香川県内では、善通寺市の山下うどんが元祖と認識されている。ざるうどんのつけダシに麺をつけるのを面倒がった客が、麺にそのままつゆをかけたのが始まりと言われているが、店にも正確な記録が残ってないため、いつ頃から始まったメニューなのかは不明である。
また前述の山田家もぶっかけうどんの元祖を名乗っている。
昨今の讃岐うどんブームや有名うどん店の全国展開により、香川のぶっかけうどんが全国的に知られている。

## 同様のうどん
ころうどん
主に中部地方で食べられる。濃い目のだし汁を合わせた多めのつゆを薬味と一緒に冷たい麺にかけて食べる。
伊勢うどん
三重県伊勢地方の料理。軟らか目の太緬に、たまり醤油と鰹節・いりこ・昆布等の出汁を加えた、黒く濃厚な独特のつゆを絡めて食べる。
生醤油うどん
生醤油をかけたシンプルな食べ方。香川では一般的な食べ方のひとつであるが、他地域でもかなり古くから存在する食べ方である。